# Melodeath Latino
El death metal melódico es un subgénero musical del death metal donde los riffs son prominentes en melodía y armonía.
El death metal melódico, también llamado melodeath o metal de Gotemburgo, toma originalmente como base al death metal, añadiéndole elementos como un componente mayormente melódico con estribillo marcado, armonía, la frecuente presencia de teclado y la dureza de las guitarra típica encontrada en el death metal, y ocasionalmente la adición de pasajes en guitarra acústica y voz limpia; éste en especial se caracteriza por mezclarse con ritmos latinos, así como reguetón.
- Datos: Q109311356